# TV Flieden
Der TV Flieden (Turnverein Flieden) ist ein deutscher Turn- und Sportverein aus der Gemeinde Flieden im osthessischen Landkreis Fulda. Mit mehr als 1300 Mitgliedern ist der am 12. März 1912 gegründete TV Flieden einer der größten Sportvereine in der Region und bietet ein breites Spektrum an sportlichen Aktivitäten.

## Geschichte
Der TV Flieden wurde am 12. März 1912 im Vereinslokal Zum Grünen Baum gegründet. Ursprünglich konzentrierte sich der Verein auf Turnen und Leichtathletik. Trotz der Herausforderungen durch die beiden Weltkriege konnte der Verein bestehen und wachsen. In den 1950er Jahren wurde die vereinseigene Turnhalle erbaut. Seit den 1960er Jahren stiegen die Mitgliederzahlen kontinuierlich an, und im Laufe der Zeit wurden neue Sportarten und Abteilungen hinzugefügt.

## Abteilungen
Der Verein ist in mehrere Abteilungen unterteilt, die eine breite Palette an Sportarten abdecken:
- Badminton: Diese Abteilung bietet Trainingseinheiten für Anfänger bis Fortgeschrittene.
- Bogenschießen: Eine spezialisierte Abteilung für Bogensportbegeisterte.
- Handball: Die Handballabteilung ist besonders erfolgreich und nimmt an regionalen und überregionalen Wettbewerben teil.
- Judo & KravMaga: Diese Abteilung bietet Kampfsporttraining an.
- Leichtathletik: Eine der ältesten Abteilungen des Vereins, die in regionalen und überregionalen Wettbewerben erfolgreich ist.
- Rehasport: Diese Abteilung konzentriert sich auf rehabilitative Sportarten.
- Turnen: Die Turnabteilung ist die größte und älteste Abteilung des Vereins.
- Volleyball: Die Volleyballabteilung hat sowohl Herren- als auch Damenmannschaften.

## Sportstätten
Der Verein verfügt über mehrere Sportstätten:
- TV-Halle: Die vereinseigene Halle wurde zwischen 1956 und 1959 erbaut und bietet umfangreiche Einrichtungen für den Sportbetrieb.
- Kreissporthalle: Diese Halle gehört zur Fliedetalschule und wird ebenfalls für verschiedene Sportarten genutzt.
- Stadion Flieden: Ein Außensportgelände für Leichtathletik und andere Sportarten.